# ダニー・ラーナー
ダニー・ラーナー（英語: Danny Lerner；1952年 - 2015年）は、イスラエル生まれの映画プロデューサーであり、脚本家や映画監督としても活躍した。同じく映画プロデューサーのアヴィ・ラーナーは彼の兄である。

## キャリア
1986年にニューワールド·プロダクション（Nu World Productions）の録音・制作担当役員として映画界でのキャリアをスタートさせた。それ以降、南アフリカ共和国、ナミビア、イスラエル、メキシコ、ブルガリア、カナダ、アメリカ合衆国での場所で70本以上の映画の製作に関与した。1989年以降は、主に映画プロデューサーとして活躍している。1994年には、Yossi Wein監督の『Never Say Die』で初めて映画の脚本を書いた。その後、1999年に『Betrayed』で監督デビューを果たした。
ダニーは、ジャン＝クロード・ヴァン・ダム、チャック・ノリス、ドルフ・ラングレンなどの監督作品に携わった。また、映画監督で映画プロデューサーでもあるボアズ・デヴィッドソンとは長年コラボを行っていた。
2000年代までは、主にB級・低予算映画に携わっていたが、その多くがビデオスルー作品として発売された。2007年に『Kill Bobby Z』を製作してから、ダニーはいくつかのハリウッド大作映画に参加するようになった。

## 代表的なフィルモグラフィ

### 製作
- サイボーグコップ Cyborg Cop (1993) 製作
- バックラッシュ Danger Zone (1996) 製作・原案
- アストロ・コップ/地球クライシス2050 Lunarcop (1995) 製作
- Project Shadowchaser IV (1996) 製作・脚本
- Operation Delta Force (1997) 製作・原案
- Sweepers (1998) 製作
- Bridge of Dragons (1999) 製作
- Crocodile (2000) 製作
- オクトパス Octopus (2000) 製作。ビデオ作品
- Spiders (2000) 製作
- For the Cause (2000) 製作
- 灰の記憶 The Grey Zone (2001) 製作総指揮
- レプリカント Replicant (2001) 製作
- Panic (2002) 製作
- ディレイルド 暴走超特急 Derailed (2002) 製作
- エア・マーシャル Air Marshal (2003) 製作
- HELL ヘル In Hell (2003) 製作
- Marines (2003) 製作
- チャック・ノリス in 地獄の銃弾 The Cutter (2005) 製作
- 沈黙の傭兵 Mercenary for Justice (2006) 製作
- ザ・スナイパー The Contract (2006) 製作
- ボビーZ The Death and Life of Bobby Z (2007) 製作総指揮
- エージェント・オブ・ウォー War, Inc. (2008) 製作
- テラー トレイン Train (2008) 製作
- ヒーロー・ウォンテッド Hero wanted (2008) 製作
- Command Performance (2009) 製作
- ザ・エッグ 〜ロマノフの秘宝を狙え〜 Thick as ThievesまたはThe Code (2009) 製作
- コナン・ザ・バーバリアン Conan the Barbarian (2011) 製作
- エクスペンダブルズ2 The Expendables 2 (2012) 製作
- エンド・オブ・ホワイトハウス Olympus Has Fallen (2013) 製作
- キリングゲーム Killing Season (2013) 製作総指揮
- ザ・ヘラクレス The Legend of Hercules (2014) 製作
- エクスペンダブルズ3 ワールドミッション The Expendables 3 (2014) 製作

### 監督
- Traitor's Heart（1999）監督・脚本
- Shark Zone（2003）
- Raging Sharks（2005）
- 名犬リンチンチン Finding Rin Tin Tin（2007）
- Direct Contact（2009）
- Cool Dog（2010）

### 原案
- ネバー・セイ・ダイ 地獄のデルタフォース Never Say Die（1994）
- 復讐の処刑コップ Merchant of Death（1996）
- 沈黙の脱獄 Today You Die（2005）原案・製作総指揮・製作
- Cool Dog（2009）監督・脚本・製作